# Köttbullelåten
"Köttbullelåten" eller "Du får inte stoppa köttbullar i näsan Marcus" är en låt skriven av Markus Ernerot och framfördes av gruppen Ronny Rooster. Låten blev känd när den framfördes i barnprogrammet Soff-i-propp, som leddes av Sofia Wistam.
Under namnet "Köttbullelåten" släpptes låten som singel av BMG. Den kom in på singellistan den 24 februari 1996 och nådde trettonde plats, sin högsta placering, i april samma år. Den låg på singellistan i 52 veckor.